# Dick Jol

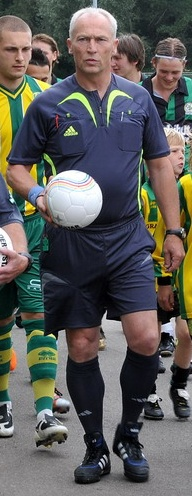
Dick Jol

Dick Jol (Scheveningen, 29 marzo 1956) è un ex arbitro di calcio olandese.

## Carriera
Con un passato da calciatore nel N.E.C. e da allenatore, Jol diventa arbitro solo all'età di 29 anni nel 1985. Ma l'abilità acquisita nel mondo del calcio viene messa ben presto in mostra e viene promosso arbitro internazionale dal 1993.
In carriera ha diretto diversi incontri importanti, tra cui tre partite dell'europeo 2000 (ovvero Svezia-Turchia, Germania-Portogallo e il quarto di finale tra i portoghesi ed i turchi)e anche la finale della UEFA Champions League 2000-2001 tra Bayern Monaco e Valencia, disputatasi allo Stadio San Siro di Milano.
Nel 2000 è protagonista anche della finale della prima edizione sperimentale del Mondiale per club svoltasi in Brasile tra Vasco de Gama e Corinthians. Vanta anche la direzione in una semifinale della Coppa delle Coppe 1998-1999 (Chelsea-Real Mallorca).
Nel 2001 termina la sua carriera internazionale per anzianità, ma continua per diversi anni a dirigere nella Eredivisie olandese con un contratto a gettone, fino a quando nell'estate 2008, con un anno di anticipo rispetto all'accordo pattuito con la Federazione, si dimette: infatti la Federazione gli impedisce di arbitrare l'amichevole per l'addio al calcio del giocatore Jaap Stam, e Jol come reazione restituisce la tessera da arbitro accusando il designatore Jaap Uilenberg di autoritarismo.